# Mananantanana
Mananantanana este un râu în regiunea Haute Matsiatra, este situat în estul Madagascarului. Se varsă în Râul Mangoky.
Isi are izvoarele in Masivul Andringitra. Împreună cu Matsiatra formează Râul Mangoky.

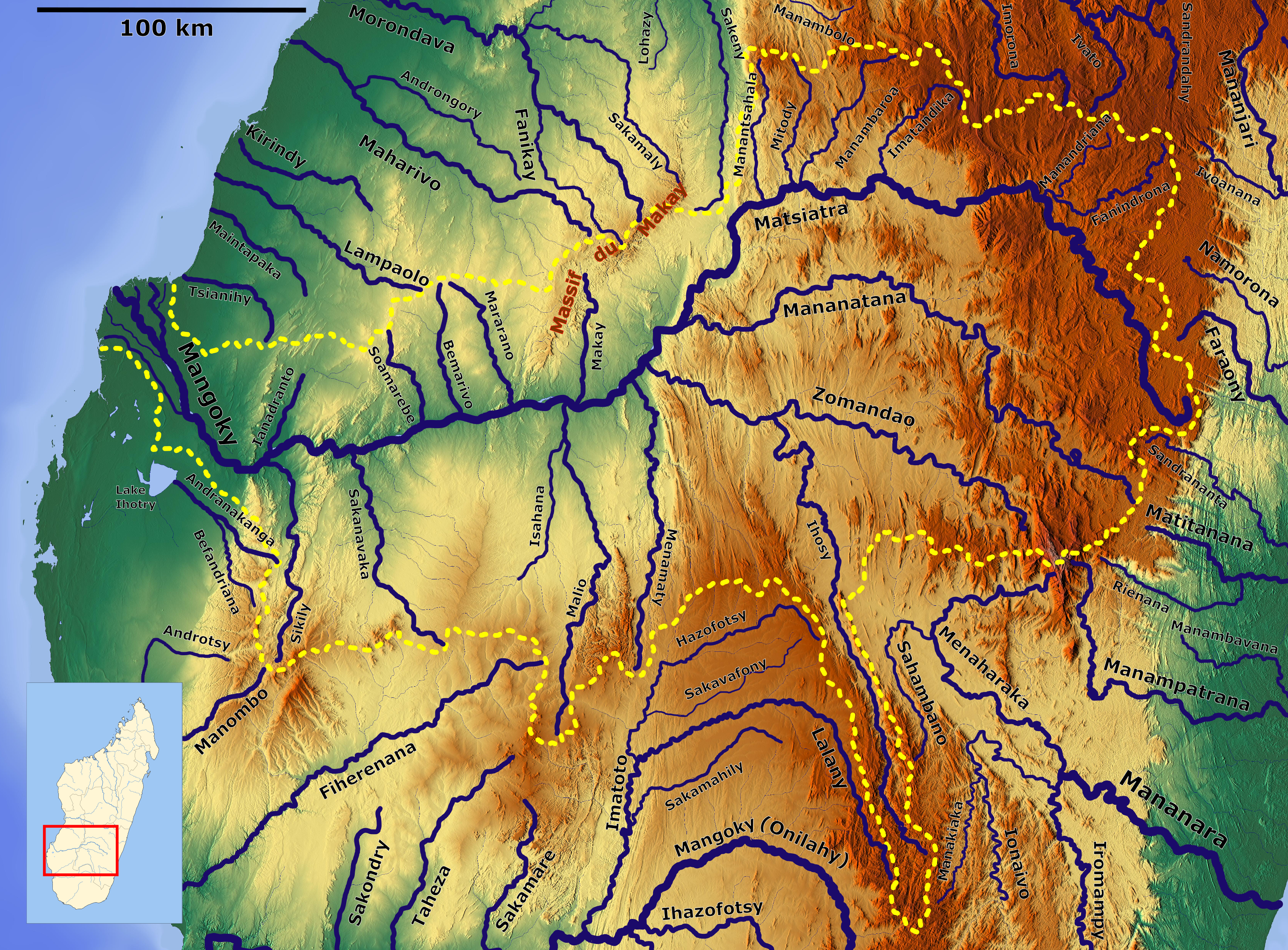
Bazinul Mangoky